# John McLean (athlétisme)
Pour les articles homonymes, voir John MacLean et MacLean.
John Frederick McLean (né le 10 janvier 1878 à Menominee et mort le 4 juin 1955) est un athlète américain spécialiste du 110 mètres haies. Son club était les Michigan Wolverines.

## Palmarès
| Date | Compétition           | Lieu  | Résultat | Épreuve          | Performance |
| ---- | --------------------- | ----- | -------- | ---------------- | ----------- |
| 1900 | Jeux olympiques d'été | Paris | 2e       | 110 m haies      | 15 s 8      |
| 1900 | Jeux olympiques d'été | Paris | 6e       | Saut en longueur | 6,655 m     |

## Records
| Épreuve          | Performance | Lieu | Date |
| ---------------- | ----------- | ---- | ---- |
| 110 mètres haies | 15s5        |      | 1900 |
| Saut en longueur | 7,01 m      |      | 1898 |